# 阿斯普雷-萨拉
阿斯普雷-萨拉（法語：Aspret-Sarrat）是法国上加龙省的一个市镇，属于圣戈当斯区。该市镇总面积3.82平方公里，2009年时的人口为148人。

## 人口
阿斯普雷-萨拉人口变化图示